# Leroy Sané
Leroy Aziz Sané (Essen, Renania, 11 de enero de 1996) es un futbolista alemán que juega en la posición de delantero en el Galatasaray S. K. de la Superliga de Turquía.

## Trayectoria

### F. C. Schalke 04
En 2005 se incorporó a la cantera del FC Schalke 04 procedente del SG Wattenscheid 09. En 2008 se marchó al Bayer Leverkusen, aunque regresó al Schalke 04 en 2011.
El 21 de marzo de 2014, Sané firmó un contrato profesional de tres años con el Schalke 04, hasta el 30 de junio de 2017. Sané hizo su debut en la Bundesliga el 20 de abril de 2014 contra el VfB Stuttgart. Reemplazó a Max Meyer a los 77 minutos en una derrota 3-1. Hizo su debut en la Liga de Campeones de la UEFA contra el Real Madrid, reemplazando a Eric Maxim Choupo-Moting en el minuto 29. Más tarde marcó su primer gol en competiciones europeas en el minuto 57, que le permitió a su equipo empatar parcialmente el partido. Finalmente, el equipo alemán venció por 4 a 3.
Permaneció una campaña más en el equipo alemán, donde llamó la atención de grandes clubes.

### Manchester City F. C.
Tras dos grandes temporadas en el Schalke 04, el 2 de agosto de 2016 fichó por el Manchester City por 5 temporadas. Su traspaso supuso 45 millones de euros para los sky blues, convirtiéndose así en el fichaje alemán más caro de la historia en aquel momento. El 10 de septiembre debutó en Premier League, en Old Trafford, en una victoria por 2-1.
Al término de la temporada 2017-18 fue elegido mejor jugador joven del año por la PFA. El 20 de febrero de 2019 marcó de falta directa a su exequipo, el Schalke 04, en la ida de los octavos de final de la UEFA Champions League. El partido acabó en victoria por 3 a 2 para el combinado inglés.

### Bayern de Múnich y Galatasaray
El 2 de julio de 2020 se hizo oficial su traspaso al Bayern de Múnich, firmando por cinco temporadas. Se estima que el coste de la operación fue de 49 millones de euros más otros 11 en variables.[cita requerida] Anotó en su debut en la Bundesliga en la victoria por 8-0 ante su exequipo, Schalke 04. El 3 de noviembre anotó su primer gol en la Liga de Campeones con el Bayern de Múnich en la victoria a domicilio por 6-2 sobre el Red Bull Salzburgo.
Terminó su etapa en el club bávaro, al expirar su contrato, en junio de 2025 con 223 partidos disputados y 61 goles anotados en los cinco años que estuvo.
En junio de 2025 se anunció su fichaje por el Galatasaray S. K. paa las siguientes tres campañas a partir del 1 de julio.

## Selección nacional

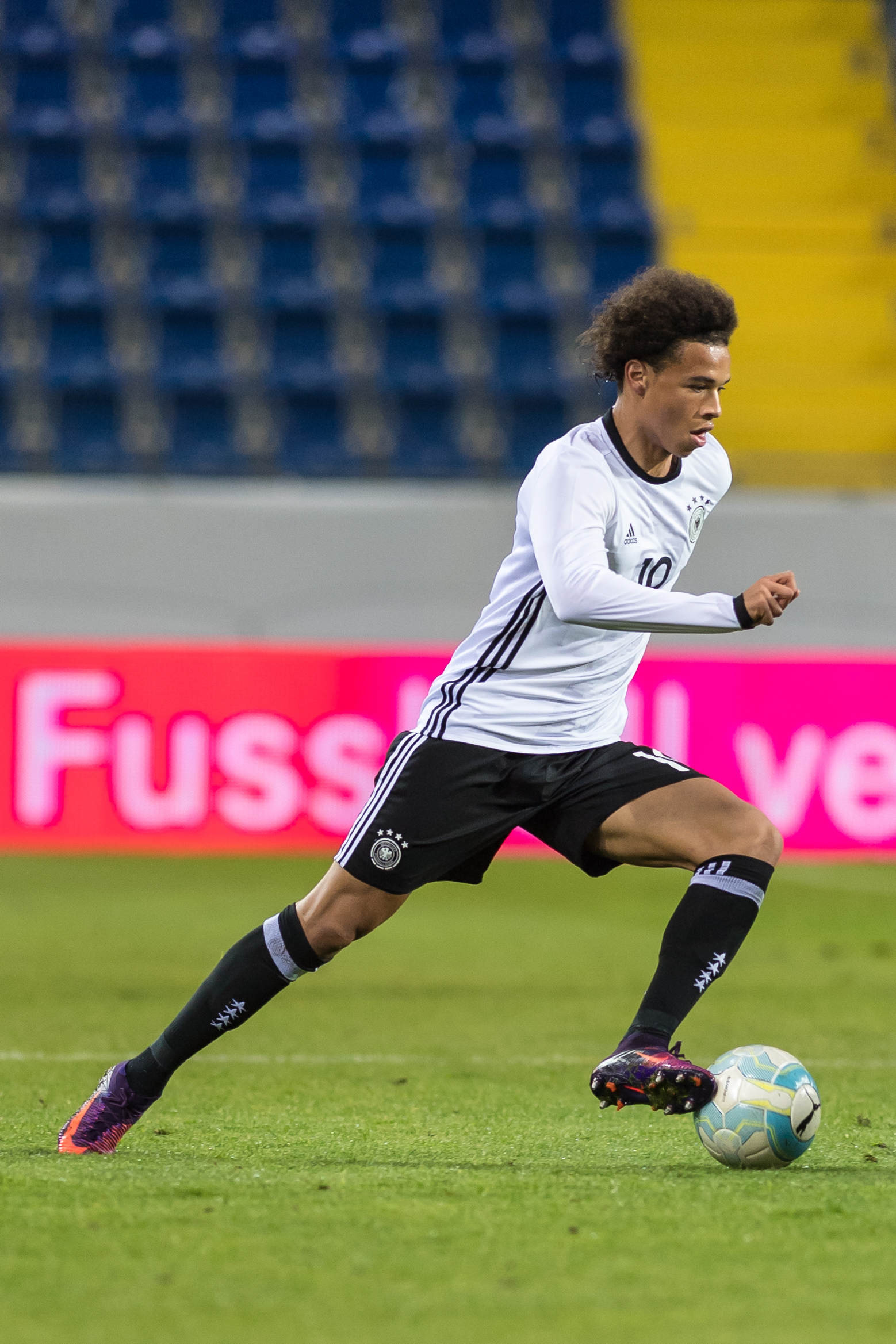
Leroy Sané disputando un partido de clasificación al Europeo sub-21 en el año 2016.

El 28 de agosto de 2015, Sané fue seleccionado por primera vez por Horst Hrubesch para jugar en el combinado alemán sub-21, para el amistoso contra Dinamarca y para el Campeonato de Europa Sub-21 de la UEFA. El 3 de septiembre de 2015, Leroy Sané hizo su debut en la selección sub-21 de Alemania en la victoria por 2-1 en el amistoso contra Dinamarca.
Sané fue convocado por primera vez a la selección absoluta de Alemania, el 6 de noviembre de 2015, para un partido amistoso contra Francia. El 13 de noviembre hizo su debut en dicho partido, siendo sustituido en el minuto 61 por Julian Draxler. Ese partido estuvo marcado por los atentados terroristas en la ciudad francesa.
Estuvo en el equipo que participó en la Eurocopa 2016 disputada en Francia, el cual llegó a semifinales perdiendo con los anfitriones por 2 goles de Antoine Griezmann. Sané únicamente jugó los últimos once minutos de la semifinal.
Pese a haber sido convocado, el 23 de mayo tuvo que abandonar la convocatoria para la Copa Confederaciones de 2017 para someterse a una cirugía nasal.
A pesar de sus buenas actuaciones con la selección alemana y su club, el entrenador de la selección Joachim Löw decidió no convocarlo para disputar el Mundial de Fútbol de 2018 en Rusia. Este acto fue muy criticado por la prensa alemana.
El 15 de noviembre de 2018 logró su primer gol con la selección alemana en un encuentro ante Rusia.

### Participaciones en Copas del Mundo
| Mundial           | Sede  | Resultado    | Partidos | Goles |
| ----------------- | ----- | ------------ | -------- | ----- |
| Copa Mundial 2022 | Catar | Primera fase | 2        | 0     |

### Participaciones en Eurocopa
| Eurocopa      | Sede     | Resultado        | Partidos | Goles |
| ------------- | -------- | ---------------- | -------- | ----- |
| Eurocopa 2016 | Francia  | Semifinales      | 1        | 0     |
| Eurocopa 2020 | Europa   | Octavos de final | 4        | 0     |
| Eurocopa 2024 | Alemania | Cuartos de final | 5        | 0     |

### Goles internacionales
| #  | Fecha                    | Lugar                          | Rival                | Gol   | Resultado | Competición                         |
| -- | ------------------------ | ------------------------------ | -------------------- | ----- | --------- | ----------------------------------- |
| 1  | 15 de noviembre de 2018  | Red Bull Arena, Leipzig        | Rusia                | 1 - 0 | 3 - 0     | Amistoso                            |
| 2  | 19 de noviembre de 2018  | Veltins-Arena, Gelsenkirchen   | Países Bajos         | 2 - 0 | 2 - 2     | Liga de Naciones de la UEFA 2018-19 |
| 3  | 24 de marzo de 2019      | Johan Cruyff Arena, Ámsterdam  | Países Bajos         | 1 - 0 | 3 - 2     | Clasificación para la Eurocopa 2020 |
| 4  | 8 de junio de 2019       | Borísov Arena, Borísov         | Bielorrusia          | 1 - 0 | 2 - 0     | Clasificación para la Eurocopa 2020 |
| 5  | 11 de junio de 2019      | Opel Arena, Maguncia           | Estonia              | 1 - 0 | 8 - 0     | Clasificación para la Eurocopa 2020 |
| 6  | 14 de noviembre de 2020  | Red Bull Arena, Leipzig        | Ucrania              | 1 - 0 | 3 - 1     | Liga de Naciones de la UEFA 2020-21 |
| 7  | 7 de junio de 2021       | Merkur Spiel-Arena, Düsseldorf | Letonia              | 7 - 1 | 7 - 1     | Amistoso                            |
| 8  | 2 de septiembre de 2021  | Kybunpark, San Galo            | Liechtenstein        | 2 - 0 | 2 - 0     | Clasificación para el Mundial 2022  |
| 9  | 8 de septiembre de 2021  | Laugardalsvöllur, Reikiavik    | Islandia             | 3 - 0 | 4 - 0     | Clasificación para el Mundial 2022  |
| 10 | 11 de noviembre de 2021  | Volkswagen-Arena, Wolfsburgo   | Liechtenstein        | 3 - 0 | 9 - 0     | Clasificación para el Mundial 2022  |
| 11 | 11 de noviembre de 2021  | Volkswagen-Arena, Wolfsburgo   | Liechtenstein        | 5 - 0 | 9 - 0     | Clasificación para el Mundial 2022  |
| 12 | 9 de septiembre de 2023  | Volkswagen-Arena, Wolfsburgo   | Japón                | 1 - 1 | 1 - 4     | Amistoso                            |
| 13 | 12 de septiembre de 2023 | Signal Iduna Park, Dortmund    | Francia              | 2 - 0 | 2 - 1     | Amistoso                            |
| 14 | 16 de noviembre de 2024  | Europa-Park Stadion, Friburgo  | Bosnia y Herzegovina | 6 - 0 | 7 - 0     | Liga de Naciones de la UEFA 2024-25 |

## Estadísticas

### Clubes
Actualizado al último partido disputado el 15 de agosto de 2025.
| Club | Div.          | Temporada     | Liga  | Liga  | Liga   | Copas nacionales(1) | Copas nacionales(1) | Copas nacionales(1) | Copas internacionales(2) | Copas internacionales(2) | Copas internacionales(2) | Total | Total | Total  |
| Club | Div.          | Temporada     | Part. | Goles | Asist. | Part.               | Goles               | Asist.              | Part.                    | Goles                    | Asist.                   | Part. | Goles | Asist. |
| --- | ------------- | ------------- | ----- | ----- | ------ | ------------------- | ------------------- | ------------------- | ------------------------ | ------------------------ | ------------------------ | ----- | ----- | ------ |
| F. C. Schalke 04 · Alemania | 1.ª           | 2013-14       | 1     | 0     | 0      | 0                   | 0                   | 0                   | 0                        | 0                        | 0                        | 1     | 0     | 0      |
| F. C. Schalke 04 · Alemania | 1.ª           | 2014-15       | 13    | 3     | 0      | 0                   | 0                   | 0                   | 1                        | 1                        | 0                        | 14    | 4     | 0      |
| F. C. Schalke 04 · Alemania | 1.ª           | 2015-16       | 33    | 8     | 6      | 2                   | 0                   | 0                   | 7                        | 1                        | 1                        | 42    | 9     | 7      |
| F. C. Schalke 04 · Alemania | Total club    | Total club    | 47    | 11    | 6      | 2                   | 0                   | 0                   | 8                        | 2                        | 1                        | 57    | 13    | 7      |
| Manchester City F. C. Inglaterra | 1.ª           | 2016-17       | 26    | 5     | 3      | 7                   | 2                   | 1                   | 4                        | 2                        | 2                        | 37    | 9     | 6      |
| Manchester City F. C. Inglaterra | 1.ª           | 2017-18       | 32    | 10    | 15     | 8                   | 4                   | 2                   | 9                        | 0                        | 2                        | 49    | 14    | 19     |
| Manchester City F. C. Inglaterra | 1.ª           | 2018-19       | 31    | 10    | 10     | 8                   | 2                   | 3                   | 8                        | 4                        | 4                        | 47    | 16    | 17     |
| Manchester City F. C. Inglaterra | 1.ª           | 2019-20       | 1     | 0     | 0      | 1                   | 0                   | 0                   | 0                        | 0                        | 0                        | 2     | 0     | 0      |
| Manchester City F. C. Inglaterra | Total club    | Total club    | 90    | 25    | 28     | 24                  | 8                   | 6                   | 21                       | 6                        | 8                        | 135   | 39    | 42     |
| Bayern de Múnich · Alemania | 1.ª           | 2020-21       | 32    | 6     | 9      | 1                   | 1                   | 0                   | 11                       | 3                        | 1                        | 44    | 10    | 10     |
| Bayern de Múnich · Alemania | 1.ª           | 2021-22       | 32    | 7     | 7      | 3                   | 1                   | 1                   | 10                       | 6                        | 6                        | 45    | 14    | 14     |
| Bayern de Múnich · Alemania | 1.ª           | 2022-23       | 32    | 8     | 7      | 4                   | 2                   | 1                   | 8                        | 4                        | 1                        | 44    | 14    | 9      |
| Bayern de Múnich · Alemania | 1.ª           | 2023-24       | 27    | 8     | 11     | 3                   | 0                   | 0                   | 12                       | 2                        | 2                        | 42    | 10    | 13     |
| Bayern de Múnich · Alemania | 1.ª           | 2024-25       | 30    | 11    | 5      | 2                   | 1                   | 0                   | 16                       | 1                        | 0                        | 48    | 13    | 5      |
| Bayern de Múnich · Alemania | Total club    | Total club    | 153   | 40    | 39     | 13                  | 5                   | 2                   | 57                       | 16                       | 10                       | 223   | 61    | 51     |
| Galatasaray S. K. Turquía | 1.ª           | 2025-26       | 2     | 0     | 0      | 0                   | 0                   | 0                   | 0                        | 0                        | 0                        | 2     | 0     | 0      |
| Galatasaray S. K. Turquía | Total club    | Total club    | 2     | 0     | 0      | 0                   | 0                   | 0                   | 0                        | 0                        | 0                        | 2     | 0     | 0      |
| Total carrera | Total carrera | Total carrera | 292   | 76    | 73     | 39                  | 13                  | 8                   | 86                       | 24                       | 19                       | 417   | 113   | 100    |
| (1)Incluye datos de la Copa de Alemania, Supercopa de Alemania, FA Cup, Copa de la Liga de Inglaterra y Community Shield. (2)Incluye datos de la Liga de Campeones de la UEFA, Liga Europa de la UEFA, Supercopa de Europa y Copa Mundial de Clubes de la FIFA. |               |               |       |       |        |                     |                     |                     |                          |                          |                          |       |       |        |

## Palmarés

### Títulos nacionales
| Título                | Club                  | País       | Año  |
| --------------------- | --------------------- | ---------- | ---- |
| Copa de la Liga       | Manchester City F. C. | Inglaterra | 2018 |
| Premier League        | Manchester City F. C. | Inglaterra | 2018 |
| Community Shield      | Manchester City F. C. | Inglaterra | 2018 |
| Copa de la Liga       | Manchester City F. C. | Inglaterra | 2019 |
| Premier League        | Manchester City F. C. | Inglaterra | 2019 |
| FA Cup                | Manchester City F. C. | Inglaterra | 2019 |
| Community Shield      | Manchester City F. C. | Inglaterra | 2019 |
| Copa de la Liga       | Manchester City F. C. | Inglaterra | 2020 |
| Bundesliga            | Bayern de Múnich      | Alemania   | 2021 |
| Supercopa de Alemania | Bayern de Múnich      | Alemania   | 2021 |
| Bundesliga            | Bayern de Múnich      | Alemania   | 2022 |
| Supercopa de Alemania | Bayern de Múnich      | Alemania   | 2022 |
| Bundesliga            | Bayern de Múnich      | Alemania   | 2023 |
| Bundesliga            | Bayern de Múnich      | Alemania   | 2025 |

### Títulos internacionales
| Título                 | Club             | Sede     | Año  |
| ---------------------- | ---------------- | -------- | ---- |
| Supercopa de Europa    | Bayern de Múnich | Budapest | 2020 |
| Copa Mundial de Clubes | Bayern de Múnich | Catar    | 2020 |

### Distinciones individuales
| Distinción                                                      | Año     |
| --------------------------------------------------------------- | ------- |
| Mejor jugador del mes de octubre de la Premier League.          | 2017-18 |
| Premio PFA al jugador joven del año.                            | 2017-18 |
| Autor del gol del mes de febrero de Alemania.                   | 2019    |
| Parte de los 100 mejores jugadores del mundo según The Guardian | 2022    |

## Vida privada
Sané es hijo de la excampeona alemana de gimnasia rítmica Regina Weber y del exfutbolista senegalés Souleyman Sané, además tiene dos hermanos los cuales también son futbolistas.